# World Series of Boxing 2013-2014
La World Series of Boxing 2013-2014 è stata la quarta edizione della competizione di pugilato delle World Series of Boxing. La competizione è stata vinta dai cubani del Cuba Domadores, che hanno battuto in finale gli azeri dell'Azerbaijan Baku Fires.

## Formula della competizione
Partecipano alla competizione dodici franchigie, raggruppate in due gironi. La regular season consiste in un girone unico all'italiana, con incontri di andata e ritorno. Le prime quattro squadre di ciascun girone si qualificano per la fase ad eliminazione diretta (play-off).
In caso di squadre a pari punti in classifica, la preferenza viene assegnata in base a (ordine decrescente):
- minor numero di walkover
- maggior numero di partite vinte
- maggior numero di partite vinte tra le squadre a pari punti
- maggior numero di incontri vinti tra le squadre a pari punti
- maggior numero di incontri vinti
- maggior numero di punti individuali accumulati

Le squadre si affrontano in due incontri, uno in casa e uno in trasferta (casa dell'avversario) per le fasi a gironi, i quarti di finale e le semifinali. La finale consiste in due match, giocati presso le sedi delle due finaliste.

## Regolamento
Le categorie di peso sono state aumentate fino a dieci (dalle cinque della edizione precedente), per conformità con il pugilato dilettantistico:
- Pesi mosca leggeri (46 – 49kg)
- Pesi mosca (fino a 52kg)
- Pesi gallo (fino a 56kg)
- Pesi leggeri (fino a 60kg)
- Pesi superleggeri (fino a 64kg)
- Pesi welter (fino a 69kg)
- Pesi medi (fino a 75kg)
- Pesi mediomassimi (fino a 81kg)
- Pesi massimi (fino a 91kg)
- Pesi supermassimi (oltre 91kg)

Queste sono a loro volta raggruppate in due gruppi:
- Gruppo C1: 49kg – 56kg – 64kg – 75kg – 91kg
- Gruppo C2: 52kg – 60kg – 69kg – 81kg – 91+kg

Questi due gruppi si alterneranno in modo da garantire un uguale numero di match ai pugili di ogni categoria. Ogni giornata consiste in cinque incontri, uno per ciascuna categoria di peso del raggruppamento.
Ogni incontro è diviso in 5 round della durata di 3 minuti ciascuno. La vittoria di ciascun incontro può essere assegnata per uno dei seguenti criteri:
- per punti (WP): il vincitore è colui che, al termine di ciascun incontro, ha totalizzato il punteggio maggiore assegnato dai tre giudici di gara
- per knock-out (KO)
- per KO tecnico (TKO)
- per KO tecnico con infortunio (TKO-I)
- per squalifica (DSQ)
- per pareggio tecnico (TD)
- per walk-over (WO)
- nessun combattimento (NC)

I punti assegnati a ciascuna franchigia al termine di ogni giornata sono attribuiti come segue:
- Se la giornata si conclude con i punteggi 5-0, 4-1, 4-0, 3-0, 3-1, 2-0 o 1-0, la franchigia vincente riceve 3 punti, la perdente 0.
- Se la giornata si conclude con i punteggi 3-2 o 2-1, la franchigia vincente riceve 3 punti, la perdente 1.
- In caso di pareggio entrambe le franchigie ricevono 2 punti.

## Squadre partecipanti
12 squadre provenienti da tutto il mondo hanno preso parte alla competizione.
| Squadra                        | Sede              | Confederazione | Ultima partecipazione |
| ------------------------------ | ----------------- | -------------- | --------------------- |
| Algeria Desert Hawks           | Blida             | AFBC           | 2012-2013             |
| Argentina Condors              | Buenos Aires      | AMBC           | 2012-2013             |
| Astana Arlans Kazakhstan       | Astana            | ASBC           | 2012-2013             |
| Azerbaijan Baku Fires          | Baku              | ASBC           | 2012-2013             |
| Cuba Domadores                 | L'Avana           | AMBC           | Debuttante            |
| Dolce & Gabbana Italia Thunder | Milano            | EUBC           | 2012-2013             |
| Team Germany                   | Göppingen         | EUBC           | 2012-2013             |
| Hussars Poland                 | Pruszków          | EUBC           | 2012-2013             |
| Mexico Guerreros               | Città del Messico | AMBC           | 2012-2013             |
| Russian Boxing Team            | Mosca             | EUBC           | 2012-2013             |
| Ukraine Otamans                | Kiev              | EUBC           | 2012-2013             |
| USA Knockouts                  | Reno              | AMBC           | 2012-2013             |

## Gironi
La composizione dei due gironi è stata determinata tramite un sorteggio.
| Gruppo A                       | Gruppo B                 |
| ------------------------------ | ------------------------ |
| Algeria Desert Hawks           | Astana Arlans Kazakhstan |
| Argentina Condors              | Azerbaijan Baku Fires    |
| Dolce & Gabbana Italia Thunder | Cuba Domadores           |
| Team Germany                   | Hussars Poland           |
| Ukraine Otamans                | Mexico Guerreros         |
| USA Knockouts                  | Russian Boxing Team      |

## Stagione regolare

### Gruppo A

#### Classifica
| Squadra                        | P.ti | G  | V | S | MV | MP | TD | WO |
| ------------------------------ | ---- | -- | - | - | -- | -- | -- | -- |
| Dolce & Gabbana Italia Thunder | 26   | 10 | 9 | 1 | 35 | 15 | 0  | 1  |
| Ukraine Otamans                | 25   | 10 | 8 | 2 | 36 | 14 | 0  | 0  |
| Team Germany                   | 12   | 10 | 3 | 7 | 24 | 26 | 0  | 0  |
| USA Knockouts                  | 11   | 10 | 4 | 6 | 23 | 27 | 0  | 5  |
| Argentina Condors              | 9    | 10 | 3 | 7 | 17 | 33 | 0  | 2  |
| Algeria Desert Hawks           | 8    | 10 | 3 | 7 | 15 | 35 | 0  | 2  |

- Dolce & Gabbana Italia Thunder, Ukraine Otamans, Team Germany e USA Knockouts qualificate ai play-off.

#### Risultati
| Prima giornata |                   |           |                      |
| Data           | Casa              | Risultato | Ospiti               |
| 15 nov. '13    | Argentina Condors | 1-4       | D&G Italia Thunder   |
| 16 nov. '13    | Ukraine Otamans   | 4-1       | USA Knockouts        |
| 16 nov. '13    | German Eagles     | 5-0       | Algeria Desert Hawks |

| Quinta giornata |                      |           |                    |
| Data            | Casa                 | Risultato | Ospiti             |
| 10 gen. '14     | Team Germany         | 5-0       | Argentina Condors  |
| 10 gen. '14     | USA Knockouts        | 2-3       | D&G Italia Thunder |
| 11 gen. '14     | Algeria Desert Hawks | 1-4       | Ukraine Otamans    |

| Nona giornata |                      |           |                   |
| Data          | Casa                 | Risultato | Ospiti            |
| 21 feb. '14   | Algeria Desert Hawks | 3-2       | Argentina Condors |
| 21 feb. '14   | USA Knockouts        | 3-2       | Team Germany      |
| 22 feb. '14   | D&G Italia Thunder   | 5-0       | Ukraine Otamans   |

| Seconda giornata |                      |           |                    |
| Data             | Casa                 | Risultato | Ospiti             |
| 22 nov. '13      | USA Knockouts        | 3-2       | Argentina Condors  |
| 8 mar. '14       | Team Germany         | 0-5       | Ukraine Otamans    |
| 12 mar. '14      | Algeria Desert Hawks | 2-3       | D&G Italia Thunder |

| Sesta giornata |                      |           |                   |
| Data           | Casa                 | Risultato | Ospiti            |
| 17 gen. '14    | USA Knockouts        | 2-3       | USA Knockouts     |
| 18 gen. '14    | Algeria Desert Hawks | 4-1       | Team Germany      |
| 18 gen. '14    | D&G Italia Thunder   | 4-1       | Argentina Condors |

| Decima giornata |                    |           |                      |
| Data            | Casa               | Risultato | Ospiti               |
| 1 mar. '14      | D&G Italia Thunder | 3-2       | USA Knockouts        |
| 1 mar. '14      | Argentina Condors  | 3-2       | Team Germany         |
| -               | Ukrainian Otamans  | canc.     | Algeria Desert Hawks |

| Terza giornata |                      |           |                   |
| Data           | Casa                 | Risultato | Ospiti            |
| 6 dic. '13     | Ukrainian Otamans    | 5-0       | Argentina Condors |
| 7 dic. '13     | Algeria Desert Hawks | 3-2       | USA Knockouts     |
| 7 dic. '13     | D&G Italia Thunder   | 5-0       | Team Germany      |

| Settima giornata |                    |           |                      |
| Data             | Casa               | Risultato | Ospiti               |
| 31 gen. '14      | Argentina Condors  | 1-4       | USA Knockouts        |
| 1 feb. '14       | D&G Italia Thunder | 5-0       | Algeria Desert Hawks |
| 14 feb. '14      | Ukrainian Otamans  | 4-1       | Team Germany         |

| Quarta giornata |                   |           |                      |
| Data            | Casa              | Risultato | Ospiti               |
| 13 dic. '13     | Ukrainian Otamans | 4-1       | D&G Italia Thunder   |
| 13 dic. '13     | Argentina Condors | 4-1       | Algeria Desert Hawks |
| 15 feb. '14     | Team Germany      | 5-0       | USA Knockouts        |

| Ottava giornata |                   |           |                      |
| Data            | Casa              | Risultato | Ospiti               |
| 7 feb. '14      | Team Germany      | 2-3       | D&G Italia Thunder   |
| 7 feb. '14      | USA Knockouts     | 4-1       | Algeria Desert Hawks |
| 8 feb. '14      | Argentina Condors | 3-2       | Ukraine Otamans      |

### Gruppo B

#### Classifica
| Squadra                  | P.ti | G  | V | S | MV | MP | TD | WO |
| ------------------------ | ---- | -- | - | - | -- | -- | -- | -- |
| Cuba Domadores           | 28   | 10 | 9 | 1 | 41 | 9  | 0  | 0  |
| Astana Arlans Kazakhstan | 22   | 10 | 7 | 3 | 30 | 20 | 0  | 0  |
| Russian Boxing Team      | 20   | 10 | 6 | 4 | 28 | 22 | 0  | 0  |
| Azerbaijan Baku Fires    | 18   | 10 | 5 | 5 | 29 | 21 | 0  | 0  |
| Mexico Guerreros         | 7    | 10 | 2 | 8 | 15 | 35 | 0  | 2  |
| Hussars Poland           | 4    | 10 | 1 | 9 | 7  | 43 | 0  | 0  |

- Cuba Domadores, Astana Arlans Kazakhstan, Russian Boxing Team e Azerbaijan Baku Fires qualificate ai play-off.

#### Risultati
| Prima giornata |                          |           |                       |
| Data           | Casa                     | Risultato | Ospiti                |
| 15 nov. '13    | Astana Arlans Kazakhstan | 4-1       | Azerbaijan Baku Fires |
| 15 nov. '13    | Mexico Guerreros         | 0-5       | Cuba Domadores        |
| 16 nov. '13    | Russian Boxing Team      | 5-0       | Hussars Poland        |

| Quinta giornata |                       |           |                          |
| Data            | Casa                  | Risultato | Ospiti                   |
| 10 gen. '14     | Hussars Poland        | 1-4       | Astana Arlans Kazakhstan |
| 11 gen. '14     | Azerbaijan Baku Fires | 2-3       | Cuba Domadores           |
| 11 gen. '14     | Russian Boxing Team   | 5-0       | Mexico Guerreros         |

| Nona giornata |                       |           |                          |
| Data          | Casa                  | Risultato | Ospiti                   |
| 21 feb. '14   | Hussars Poland        | 3-2       | Mexico Guerreros         |
| 21 feb. '14   | Cuba Domadores        | 5-0       | Astana Arlans Kazakhstan |
| 22 feb. '14   | Azerbaijan Baku Fires | 3-2       | Russian Boxing Team      |

| Seconda giornata |                       |           |                          |
| Data             | Casa                  | Risultato | Ospiti                   |
| 22 nov. '13      | Hussars Poland        | 0-5       | Cuba Domadores           |
| 23 nov. '13      | Russian Boxing Team   | 2-3       | Astana Arlans Kazakhstan |
| 23 nov. '13      | Azerbaijan Baku Fires | 5-0       | Mexico Guerreros         |

| Sesta giornata |                       |           |                          |
| Data           | Casa                  | Risultato | Ospiti                   |
| 17 gen. '14    | Cuba Domadores        | 5-0       | Mexico Guerreros         |
| 18 gen. '14    | Azerbaijan Baku Fires | 4-1       | Astana Arlans Kazakhstan |
| 18 gen. '14    | Hussars Poland        | 2-3       | Russian Boxing Team      |

| Decima giornata |                          |           |                       |
| Data            | Casa                     | Risultato | Ospiti                |
| 28 feb. '14     | Cuba Domadores           | 3-2       | Azerbaijan Baku Fires |
| 28 feb. '14     | Mexico Guerreros         | 2-3       | Russian Boxing Team   |
| 1 mar. '14      | Astana Arlans Kazakhstan | 4-1       | Hussars Poland        |

| Terza giornata |                          |           |                       |
| Data           | Casa                     | Risultato | Ospiti                |
| 6 dic. '13     | Astana Arlans Kazakhstan | 4-1       | Mexico Guerreros      |
| 6 dic. '13     | Hussars Poland           | 0-5       | Azerbaijan Baku Fires |
| 6 dic. '13     | Cuba Domadores           | 5-0       | Russian Boxing Team   |

| Settima giornata |                          |           |                       |
| Data             | Casa                     | Risultato | Ospiti                |
| 1 feb. '14       | Astana Arlans Kazakhstan | 5-0       | Russian Boxing Team   |
| 31 gen. '14      | Cuba Domadores           | 5-0       | Hussars Poland        |
| 31 gen. '14      | Mexico Guerreros         | 3-2       | Azerbaijan Baku Fires |

| Quarta giornata |                          |           |                       |
| Data            | Casa                     | Risultato | Ospiti                |
| 13 dic. '13     | Astana Arlans Kazakhstan | 2-3       | Cuba Domadores        |
| 13 dic. '13     | Mexico Guerreros         | 5-0       | Hussars Poland        |
| 14 dic. '13     | Russian Boxing Team      | 5-0       | Azerbaijan Baku Fires |

| Ottava giornata |                       |           |                          |
| Data            | Casa                  | Risultato | Ospiti                   |
| 7 feb. '14      | Mexico Guerreros      | 2-3       | Astana Arlans Kazakhstan |
| 8 feb. '14      | Azerbaijan Baku Fires | 5-0       | Hussars Poland           |
| 12 mar. '14     | Russian Boxing Team   | 3-2       | Cuba Domadores           |

## Play-off

### Tabellone
|  | Quarti di finale               | Quarti di finale               | Quarti di finale | Quarti di finale | Quarti di finale |  |  | Semifinali               | Semifinali               | Semifinali      | Semifinali      | Semifinali |   |   | Finale                | Finale                | Finale | Finale | Finale |  |
|  |                                |                                |                  |                  |                  |  |  |                          |                          |                 |                 |            |   |   |                       |                       |        |        |        |  |
|  | Team Germany                   | Team Germany                   | 2                | 0                | 2                |  |  |                          |                          |                 |                 |            |   |   |                       |                       |        |        |        |  |
|  | Astana Arlans Kazakhstan       | Astana Arlans Kazakhstan       | 3                | 5                | 8                |  |  | Astana Arlans Kazakhstan | Astana Arlans Kazakhstan | 3               | 1               | 4          |   |   |                       |                       |        |        |        |  |
|  | Azerbaijan Baku Fires          | Azerbaijan Baku Fires          | 5                | 1                | 6                |  |  | Azerbaijan Baku Fires    | Azerbaijan Baku Fires    | 2               | 4               | 6          |   |   |                       |                       |        |        |        |  |
|  | Dolce & Gabbana Italia Thunder | Dolce & Gabbana Italia Thunder | 0                | 4                | 4                |  |  |                          |                          |                 |                 |            |   |   | Azerbaijan Baku Fires | Azerbaijan Baku Fires | 2      | 3      | 5      |  |
|  | Russian Boxing Team            | Russian Boxing Team            | 4                | 4                | 8                |  |  |                          |                          | Cuba Domadores* | Cuba Domadores* | 3          | 3 | 6 |                       |                       |        |        |        |  |
|  | Ukraine Otamans                | Ukraine Otamans                | 1                | 1                | 2                |  |  | Russian Boxing Team      | Russian Boxing Team      | 2               | 0               | 2          |   |   |                       |                       |        |        |        |  |
|  | USA Knockouts                  | USA Knockouts                  | 3                | 0                | 3                |  |  | Cuba Domadores           | Cuba Domadores           | 3               | 5               | 8          |   |   |                       |                       |        |        |        |  |
|  | Cuba Domadores                 | Cuba Domadores                 | 2                | 5                | 7                |  |  |                          |                          |                 |                 |            |   |   |                       |                       |        |        |        |  |

*Cuba Domadores vince con modalità sudden death.

### Quarti di finale
| Squadra 1             | Totale | Squadra 2                      | Andata | Ritorno |
| --------------------- | ------ | ------------------------------ | ------ | ------- |
| Team Germany          | 2-8    | Astana Arlans Kazakhstan       | 2-3    | 0-5     |
| Azerbaijan Baku Fires | 6-4    | Dolce & Gabbana Italia Thunder | 5-0    | 1-4     |
| Russian Boxing Team   | 8-2    | Ukraine Otamans                | 4-1    | 4-1     |
| USA Knockouts         | 3-7    | Cuba Domadores                 | 3-2    | 0-5     |

### Semifinali
| Squadra 1                | Totale | Squadra 2             | Andata | Ritorno |
| ------------------------ | ------ | --------------------- | ------ | ------- |
| Astana Arlans Kazakhstan | 4-6    | Azerbaijan Baku Fires | 3-2    | 1-4     |
| Russian Boxing Team      | 2-8    | Cuba Domadores        | 2-3    | 0-5     |

### Finali

#### Incontro d'andata
| Baku ( Azerbaigian) 6 giugno 2014 | Azerbaijan Baku Fires | 2-3      | Cuba Domadores  | Sarhadchi Sport Olympic Centre |
| --------------------------------- | --------------------- | -------- | --------------- | ------------------------------ |
|                                   |                       | Incontri |                 |                                |
| Pesi Mosca Leggeri (49kg)         | Khamza Nametov        | WP 0-3   | Yosvany Veitía  |                                |
| Pesi Gallo (56kg)                 | Magomed Kurbanov      | WP 3-0   | Norlan Yera     |                                |
| Pesi Superleggeri (64kg)          | Gaybatulla Hajialiyev | WP 2-1   | Yasniel Toledo  |                                |
| Pesi Medi (75kg)                  | Khaibula Musalov      | WP 0-3   | Arlen López     |                                |
| Pesi Massimi (91kg)               | Abdulkadir Abdullayev | WP 0-3   | Erislandy Savón |                                |

#### Incontro di ritorno
| Baku ( Azerbaigian) 7 giugno 2014 | Azerbaijan Baku Fires | 3-3      | Cuba Domadores      | Sarhadchi Sport Olympic Centre     |
| --------------------------------- | --------------------- | -------- | ------------------- | ---------------------------------- |
|                                   |                       | Incontri |                     |                                    |
| Pesi Mosca (52kg)                 | Elvin Mamishzade      | WP 3-0   | Gerardo Cervantes   |                                    |
| Pesi Leggeri (60kg)               | Albert Selimov        | WP 2-1   | Lázaro Álvarez      |                                    |
| Pesi Welter (69kg)                | Magomed Nurutdinov    | WP 0-3   | Roniel Iglesias     |                                    |
| Pesi Mediomassimi (81kg)          | Mikhail Dauhaliavets  | WP 0-3   | Julio César la Cruz |                                    |
| Pesi Supermassimi (+91kg)         | Arslanbek Mahmudov    | WP 2-1   | José Larduet        |                                    |
|                                   |                       |          |                     |                                    |
| Pesi Welter (69kg)                | Evgeniy Romashkevich  | WP 0-3   | Arisnoide Despaigne | spareggio in modalità sudden death |

## Squadra campione
| Campione delle World Series of Boxing 2014 |
| ------------------------------------------ |
| Cuba Domadores (primo titolo)              |